# Табла (музикален инструмент)
Вижте пояснителната страница за други значения на табла.
Табла е комплект от музикални перкусионни инструменти от групата на мембранофонните.
Комплектът се състои от два различни по размери и звук инструмента – табла (tabla, или dayan) и байа (baya, или bayan), които се използват винаги заедно. Това са едни от най-популярните индийски перкусионни инструменти, неразривно свързани с индийската фолклорна музика.
Таблата е високо звучащият, а байата – басовият инструмент при изпълнение. Байата се настройва на основния тон на композицията (наречена „рага“), а таблата – на интервал кварта или квинта по-високо.

## Техника на звукоизвличане
Инструментите се поставят в два сламени кръга, като изпълнителят е седнал „по турски“; с дясната ръка свири на табла, а лявата – на байа. Дясната ръка е подпряна с малкия си пръст в края на кожата, като движението се извършва с въртене на ръката под лакътя. Останалите пръсти удрят по каучуковия център в средата или в края на мембраната. Лявата ръка е подпряна между китката и дланта на обръча на байата, като звукът се произвежда с удари на пръстите по различни сектори на кожата.